# Hippomedon kurilious
Hippomedon kurilious är en kräftdjursart som beskrevs av Gurjanova 1962. Hippomedon kurilious ingår i släktet Hippomedon och familjen Lysianassidae. Inga underarter finns listade i Catalogue of Life.